# Селоріку-да-Бейра
Селорі́ку-да-Бе́йра (порт. Celorico da Beira; МФА: [sɨ.ɫu.ˈɾi.ku dɐ ˈbɐj.ɾɐ], Силуріку-да-Бейра) — муніципалітет і містечко в Португалії, в окрузі Гуарда. Розташований у східній частині країни, на теренах історичної португальської провінції Бейра. Належить до Гуардської діоцезії Католицької церкви в Португалії. Права міського самоврядування має з 1185 року. Поділяється на 16 парафій. За адміністративним поділом, чинним до 1976 року, був складовою провінції Верхня Бейра. Площа муніципалітету — 247,22 км², населення муніципалітету — 7693 ос. (2011); густота населення — 31,12 осіб/км²
. Патрон — Діва Марія. Святковий день муніципалітету — 23 травня. Поштовий індекс — 6360.  Код місцевої адміністративної одиниці — 0903. Складова статистичного регіону Центр.

## Географія
Селоріку-да-Бейра розташоване на північному сході Португалії, в центрі округу Гуарда.
Селоріку-да-Бейра межує на півночі з муніципалітетом Транкозу, на північному сході — з муніципалітетом Піньєл, на південному сході — з муніципалітетом Гуарда, на південному заході — з муніципалітетом Говея, на заході — з муніципалітетом Форнуш-де-Алгодреш.

## Історія
1185 року португальський король Афонсу І надав Селоріку форал, яким визнав за поселенням статус містечка та муніципальні самоврядні права.

## Населення
| Кількість мешканців | Кількість мешканців | Кількість мешканців | Кількість мешканців | Кількість мешканців | Кількість мешканців | Кількість мешканців | Кількість мешканців | Кількість мешканців | Кількість мешканців | Кількість мешканців | Кількість мешканців | Кількість мешканців | Кількість мешканців | Кількість мешканців |
| ------------------- | ------------------- | ------------------- | ------------------- | ------------------- | ------------------- | ------------------- | ------------------- | ------------------- | ------------------- | ------------------- | ------------------- | ------------------- | ------------------- | ------------------- |
| 1864                | 1878                | 1890                | 1900                | 1911                | 1920                | 1930                | 1940                | 1950                | 1960                | 1970                | 1981                | 1991                | 2001                | 2011                |
| 13 049              | 14 463              | 15 474              | 15 820              | 15 934              | 15 045              | 14 880              | 16 484              | 16 732              | 14 930              | 11 386              | 10 269              | 8 875               | 8 875               | 7 693               |